# Gamay del Trasimeno
Il Gamay del Trasimeno è un vitigno a bacca nera introdotto in Italia già dal 1400 d.C.
Questo vitigno fa parte della famiglia del Cannonau, Dai Tocai Rosso, dell'Alicante, Grenache e Garnacha tinta, ed è ad oggi utilizzato nella produzione del vino D.O.C. "Colli Del Trasimeno".

## Storia
Il Gamay del Trasimeno, da non confondere con il Gamay di Borgogna utilizzato nella produzione vinicola della ragione francese del Beaujolais, è un vitigno originario della Sardegna.
Verso la metà dell'800 i pastori sardi, muovendosi verso l'Umbria vi hanno introdotto anche la tradizione del loro vitigno tipico (il Cannonau), del quale erano ottimi coltivatori.
Da sempre impiantato ad alberello, il Gamay del Trasimeno veniva chiamato dalle vecchie generazioni: "Vigneto Francese" catalogandolo erroneamente al vitigno utilizzato per il Beaujolais anziché posizionarlo correttamente come vitigno della famiglia della Granache, del Cannonau e dell'Alicante.
Ad oggi l'errore continua a persistere, rimanendo catalogato come clone "091 Gamay" e, salvo eccezioni, per selezioni particolari lo stesso gamay Perugino o del Trasimeno viene descritto in modo errato.
Nella D.O.C. Colli del Trasimeno fin dal 2008 si è cercato di valorizzare questo vitigno il più possibile, investendo nella ricerca, collaborando a stretto contatto con l'Università di Perugia e cercando piante indigene aventi più anni possibile. Negli anni le aziende hanno riprodotto ed acquistato varietà di viti originarie, creando così una richiesta ed un'offerta di questo prodotto.

## In campo
Nel suo ambiente ottimale e per facilitare la meccanizzazione il Gamay del Trasimeno viene piantato sia con il sistema del Guyot che a Cordone speronato. Questo vitigno ha un'elevata produzione di grappoli ed altrettanta fogliare.
Alcune aziende per ottenere i risultati migliori fanno una doppia vendemmia e nella prima producono un rosato ed in seguito, alla giusta maturazione,  con la seconda vendemmia ottengono il rosso.

## Caratteri ampelografici e Fenologia

### Ampelografia
- Apice del germoglio:

medio, aracnoideo, di colore verde chiaro con orlo debolmente carminato
- Foglia:

media, orbicolare, trilobata, con seno peziolare a lira aperta, seni laterali superiori a lira chiusa, quelli inferiori assenti od a V appena accennati, pagina superiore glabra di colore verde brillante, quella inferiore quasi glabra di colore verde
- Tralcio legnoso:

medio, ramificato, a sezione ellittica, corteccia di colore marrone chiaro con poche striature
- Grappolo:

medio 200-300g di peso, forma tronco-conico, alato, compatto
- Acino:

più che medio, ovoide, buccia di colore blu-violetto, molto pruinosa, di sapore semplice

### Fenologia
- Epoca di germogliamento:

medio-precoce
- Epoca di fioritura:

precoce
- Epoca d'invagliatura:

precoce
- Epoca di maturazione:

media

## Sensibilità alle patologie e avversità
- Peronospora:

Elevate
- Oidio:

Bassa
- Muffa grigia:

elevata
- Mal dell'esca:

elevato

## Adattabilità
- Clima
  - Gelate primaverili:

Buona
- - Vento:

Buona
- - Siccità:

Buona
- Terreno
  - Clorosi:

Media
- - Carenza K:

Media
- - Carenza Mg:

Media
I terreni più idonei sono quelli collinari, ben esposti e ventilati, meglio se argillosi con scheletro, marnosi e mediamente prodotti

## Caratteristiche enologiche
Vino con mutevoli caratteristiche chimiche e sensoriali in funzione della zona di coltivazione e della forma di allevamento.
Il Gamay può essere vinificato con una vinificazione, sia normale che carbonica, in rosso, oppure in rosato ed infine può essere sottoposto a sovramaturazione in pianta dando origine a vini liquorosi ed alcolici.
Nei vini da pasto si presenta profumato, di sapore asciutto, con sentore di mandorla amara, frutta secca, ciliegia, di colore rosso cremisi o amaranto o rubino scarico. Mentre nei vini speciali, come quelli liquorosi, è di colore rosso amaranto con riflessi aranciati.